# بيتس
بيتس (بالإنجليزية: Pitts, Georgia)‏ هي مدينة تقع في مقاطعة ويلكوكس، جورجيا بولاية جورجيا في الولايات المتحدة. تبلغ مساحة هذه المدينة 2.1 (كم²)، وترتفع عن سطح البحر 116 م، بلغ عدد سكانها 308 نسمة في عام 2010 حسب إحصاء مكتب تعداد الولايات المتحدة.

## وصلات خارجية
- Cities & Counties - Georgia.gov